# سیارک ۱۰۷۹۶
سیارک ۱۰۷۹۶ (به انگلیسی: 10796 Sollerman، نامگذاری:1992EB8) ده هزار و هفتصد و نود و ششمین سیارک کشف شده‌است که در ۲ مارس ۱۹۹۲ کشف شد.
قدر مطلق سیارک برابر ۱۳.۵ است.